# Shinsuke Shiotani
Shinsuke Shiotani (塩谷 伸介 Shiotani Shinsuke?,  nacido el 11 de mayo de 1970 en Osaka) es un exfutbolista japonés. Jugaba de defensa y su último club fue el Gamba Osaka de Japón.

## Trayectoria

### Clubes
| Club                  | País  | Año         |
| --------------------- | ----- | ----------- |
| Otsuka Pharmaceutical | Japón | 1993 - 1995 |
| Kyoto Purple Sanga    | Japón | 1996 - 1998 |
| Gamba Osaka           | Japón | 1999        |